# Comitato nazionale femminile della Croce Rossa italiana
Il Comitato femminile era una delle componenti civili della CRI. È stato sciolto nel 2012.
Potevano farne parte solamente soci della Croce Rossa italiana di sesso femminile.

## La storia
Le origini del Comitato femminile si possono far risalire idealmente all'azione alla seconda metà del XIX secolo, quando nel 1859 durante la battaglia di Solferino le donne lombarde (Castiglione delle Stiviere) insieme al parroco diedero assistenza e cura ai feriti degli eserciti franco-piemontese ed austriaco senza fare distinzione di nazionalità, applicando, sottolinea la studiosa Santa Fizzarotti Selvaggi,  quel principio di neutralità che già Ferdinando Palasciano, nato a Capua ma di origine pugliese in linea paterna (Monopoli) aveva enunciato durante i moti di Messina nel 1848 affermando, come notorio, che.: «Non è più un nemico il ferito in guerra».
E ancora la stessa precisa spesso nei suoi testi e conferenze che, come anche altri storici rilevano,: "Le origini del Comitato Femminile in una prima forma istituzionale, risalgono al periodo in cui fu istituita l’Unione delle Donne italiane con le norme stabilite dallo Statuto dell’Associazione Italiana di Soccorso ai malati e feriti in guerra. Il 19 gennaio 1879 fu emanato il primo regolamento delle Donne di Croce Rossa, e fu Sua Maestà la Regina Margherita di Savoia a convocare la Commissione Superiore dell’Unione delle Donne della C.R.I.2. Il Comitato Femminile è una Componente storica della Croce Rossa, la cui rappresentatività è sempre stata fondamentale per la sua opera volontaristica al servizio delle persone in stato di vulnerabilità e difficoltà. "

## Le attività
Fino al suo scioglimento, con circa 30.000 volontarie attive, il Comitato femminile svolgeva attività assistenziali all'interno dei reparti ospedalieri o domiciliarmente, assistendo i pazienti o facilitando i compiti istituzionali, e attività socio-sanitarie, di educazione sanitaria, assistenza al malato, alle madri in difficoltà, ai minori a rischio.
Organizzavano, inoltre, raccolte di generi alimentari e di fondi in caso di calamità naturale o disastro, e diffondevano il diritto internazionale umanitario.

## Modifica delle componenti
Attualmente i volontari della Croce Rossa Italiana sono organizzati in una componente civile e due ausiliarie delle forze armate. Ai sensi dell'ordinanza del commissario straordinario n. 0567-12 del 3 dicembre 2012, con cui è stato approvato il regolamento dei volontari, è stata sancita la scomparsa definitiva delle diverse classificazioni delle componenti civili della Croce Rossa Italiana. Non esistono più le precedenti categorizzazioni della componente civile (Volontari del Soccorso, Volontarie del Comitato nazionale femminile, Pionieri, Donatori di sangue): tali ex componenti vengono raggruppate nella categoria più generica dei "volontari CRI". Inoltre, il d.lgs. 178/2012 ha statuito altresì che i membri dei Corpi militari della Croce Rossa Italiana sono soci di diritto della nuova associazione, concorrendo a svolgere le sue stesse attività.